# Gare d'Escanecrabe
La gare d'Escanecrabe était une halte ferroviaire française de la ligne de Toulouse à Boulogne-sur-Gesse, située en zone rurale sur le territoire de la commune d'Escanecrabe, dans le département de la Haute-Garonne, en région Occitanie.
C'était une halte, mise en service en 1901 par la compagnie des chemins de fer du Sud-Ouest et définitivement fermée au trafic des voyageurs en 1949.

## Situation ferroviaire
Établie à 261 mètres d'altitude, la halte d'Escanecrabe était située au point kilométrique (PK) 86,5 de la ligne de Toulouse à Boulogne-sur-Gesse.

## Histoire
La halte d'Escanecrabe est mise en service le 1er août 1901 par la compagnie des chemins de fer du Sud-Ouest.
La halte ferme en même temps que la ligne, le 31 décembre 1949.

## Service des voyageurs
Halte fermée située sur une section de ligne déclassée.

## Patrimoine ferroviaire
Il n'existe plus aucune trace de l'ancienne halte ni même de la présence passée d'une voie ferrée.